# Liste der Members des Order of Canada/T
Diese Liste gibt einen Überblick aller Personen, denen die Auszeichnung Member of the Order of Canada verliehen wurde.

## T
1. Edward John Tabah
2. Florence Adelette Tabobondung
3. Louis Lepage Taillefer
4. Reginae Mae Tait
5. John Tallon
6. Takao Tanabe
7. Joseph Manuel Tanenbaum
8. Jacques Tanguay (2013)
9. Maurice Tanguay
10. Ian Tannock (2013)
11. Miyuki Tanobe
12. Donald Dougans Tansley
13. Gordon Robert Tapp
14. Don Tapscott (2015)
15. Jean Taranu
16. Peter Stanley Taraska
17. Donald K. Tarlton
18. Antonio Tascona
19. Yvon-R. Tassé
20. Charles Haskell Tator
21. Charles Drury Taylor
22. Charles J. Taylor
23. Donald John Taylor (2011)
24. F. Elva Taylor
25. Kathleen Ivy Taylor
26. Patricia Taylor
27. Peter Ridgway Taylor
28. Robert H. Taylor
29. Angella Taylor-Issajenko
30. Lucille Teasdale Corti
31. Henri Tellier
32. James C. Temerty
33. Edith E. Temple
34. Howard E. Tennant
35. Mark Tennant
36. George Terry
37. Frederick M. Tessier
38. Judy Tethong
39. William Aubrey Tetley
40. David Thauberger
41. France Théoret
42. Lionel Théoret
43. Pierre Théroux
44. Francine Thibeault
45. Serge Patrice Thibodeau (2015)
46. Michèle Thibodeau-DeGuire
47. Madeleine Thivierge
48. Bing Wing Thom
49. Ian MacEwan Thom
50. Linda Thom
51. Alan Miller Thomas
52. Lewis H. Thomas
53. M. A. (Mickey) Thomas
54. Réjean Thomas
55. Harvey V. Thommasen
56. Charles Alexander Thompson
57. Donald Winston Thompson
58. Douglas Thompson
59. Gwen Thompson
60. Margaret W. Thompson
61. Ray J. Thomson
62. Robert Holmes Thomson
63. Cliff Thorburn
64. T. Kenneth Thorlakson
65. LeRoy A. Thorssen
66. Setsuko Thurlow
67. Walter B. Tilden
68. Marvin Tile
69. Clarence Tillenius
70. A. Ross Tilley
71. Mabel Timlin
72. Dorothy Elizabeth Timpany
73. Nena J. Timperley
74. Myrtle E. Tincombe
75. Ann Tindal
76. Georg Tintner
77. John Hebden Todd
78. Anthony P. Toldo
79. Joseph W. Tomecko
80. Roger F. Tomlinson
81. Tommy Tompkins
82. Vance Toner
83. Gordon Tootoosis
84. John B. Tootoosis
85. Morley Torgov (2015)
86. Jean Arnold Tory
87. Guy Toupin
88. Huguette Tourangeau
89. Adele Townshend
90. William Toye
91. Edward Timothy Tozer
92. André G. Trahan
93. Tom Traves (2013)
94. M. Eileen Travis
95. Donald Graham Tremaine
96. Adine Tremblay
97. Antonio Tremblay
98. Eveline Tremblay
99. Gérald R. Tremblay
100. Jean-Noël Tremblay
101. Paul-Gaston Tremblay
102. Rosario Tremblay
103. Victor Tremblay
104. Marcelle B. Trépanier
105. James Trifunov
106. Peter Troake
107. Margaret Trott
108. Lorne Trottier
109. Yves Trudeau
110. Christos Michael Tsoukas
111. Marguerite Grace Tucker
112. Otto Tucker
113. Walter B. Tucker
114. Edith Comeau Tufts
115. Geoffrey H. Tullidge
116. Gilles A. Turcot
117. Lucien Turcotte
118. Marie-José Turcotte (2013)
119. Ronald Turcotte
120. Serge Turgeon
121. Barbara Turnbull (2015)
122. Jeffrey Turnbull
123. John C. Turnbull
124. Edward K. Turner
125. Nancy Turner
126. Robert Turner
127. William Charles (Bill) Turner
128. William Ian Mackenzie Turner
129. David H. Turpin
130. John Wilfred Turvey
131. Paul J. Tuz
132. Audrey Tweddell-Lemieux
133. Reginald E. Tweeddale
134. George Joseph Tweedy
135. Alan Robert Twigg (2014)
136. Ian Tyson
137. Sylvia Tyson
138. Wah Jun Tze